# 대주전자재료
대주전자재료 주식회사는 대한민국의 이차전지용 실리콘 음극재 기업이다.

## 역사 및 현황
1981년 7월 1일에 대주교역으로 설립되었으며, 2003년 3월에 대주전자재료 주식회사로 사명을 변경하였다.
2016년에 창업주인 임 회장이 대표직에서 물러나 연구총괄에 주력하고 딸 임일지 대표와 아들 임중규의 2세 경영이 본격화고 있다.

## 사업
2019년 세계 최초로 고효율 실리콘 음극재 상용 공급을 시작한 바 있으며 외국인 지분율은 약 11.9%이다.
2022년 기준 각 제품군 매출비중은 전도성 페이스트 49.6%, 태양전지용 전극 재료 11.8%, 고분자 재료 5.7%, 형광체 재료 10.4%, 나노 재료(2차전지용 실리콘 음극재) 17.2%이다.

## 주해
1. ↑  창업자의 딸
2. ↑  창업자의 아들